# Karl Schwoon
Karl Schwoon (* 13. Mai 1908 in Oldenburg; † 3. Januar 1976 in Wildeshausen) war ein deutscher Maler, Galerist und Bildredakteur.

## Leben und Werk
Schwoon wurde als Sohn des Postbeamten Hermann Schwoon (1874–1949) und dessen Ehefrau Johanna (geb. Rehkopp) geboren. Er verließ die Oberrealschule mit der Obersekunda und machte anschließend eine Lehre im Malersaal des Oldenburger Landestheaters. 1927 wurde Schwoon von Walter Müller-Wulckow ans Bauhaus Dessau empfohlen, wo er von 1927 bis 1931 bei Paul Klee, Wassily Kandinsky und Oskar Schlemmer studierte und mit dem Diplom abschloss. Mit Hermann Gautel, Hans Martin Fricke und Hin Bredendieck gehörte Schwoon zu einer Gruppe von Bauhäuslern aus Ostfriesland und dem Oldenburger Land. Anschließend lebte er als freischaffender Künstler in Berlin und war als Mitarbeiter für ein Berliner Verlagshaus tätig. 1939 heiratete er Ursula Petsch, das Paar hatte eine Tochter und zwei Söhne. Von 1940 bis 1945 leistete Schwoon Kriegsdienst im Zweiten Weltkrieg. Bei Kriegsende geriet er in Kriegsgefangenschaft. Der Großteil seines künstlerischen Werks aus der Vorkriegszeit wurde 1943 bei einem Bombenangriff auf Berlin vernichtet.
Nach dem Kriegsdienst und der Gefangenschaft zog er mit der Familie nach Oldenburg zurück. Er wurde 1946 Geschäftsführer des Oldenburger Kunstvereins (OKV), wo er unter anderem bereits im April 1947 in den Räumen des Landesmuseums die Ausstellung Christian Rohlfs 1849–1938 kuratierte. Zudem war er Mitgründer des Bundes Bildender Künstler Nordwestdeutschlands, Landesgruppe Oldenburg. Schwoon galt als Förderer von Künstlern, deren Arbeiten zur Zeit des Nationalsozialismus der Entarteten Kunst zugerechnet wurden.
Im Dezember 1947 gründete er in Oldenburg die Avantgarde-galerie schwoon, von der wichtige Impulse für den regionalen Kunstmarkt der frühen Nachkriegszeit ausgingen. Im Mai 1948 kaufte Walter Müller-Wulckow bei Schwoon ein umfangreiches Konvolut mit Grafiken von Ernst Barlach, Max Beckmann, Erich Heckel, Käthe Kollwitz und August Macke, um die durch Nationalsozialisten dezimierten Bestände des Landesmuseums für Kunst und Kulturgeschichte Oldenburg aufzufüllen. Ab 1949 führte er die Galerie unter dem Namen die Insel fort. Die Räume entwickelten sich zu einem wichtigen Kulturzentrum Oldenburgs, in dem auch Buchlesungen, sowie Musik- und Theaterveranstaltungen und Bildbesprechungen stattfanden. Unter anderem präsentierten die Oldenburger Maler, Max Herrmann, Adolf Niesmann, Willi Oltmanns, Heinrich Schwarz, Alfred Bruns und der in Varel (Friesland) lebende Künstler Paul Berger-Bergner dort ihre Werke. Er war auch Geschäftsführer der Volksbühne und des Filmclubs in Oldenburg.
Im Januar 1952 gab Schwoon die Galerie aus finanziellen Gründen auf, da die Stadt eine weitere Unterstützung ablehnte. Von 1951 bis 1969 war er Bildredakteur der Zeitschrift Hörzu in Hamburg und von 1969 bis zu seinem Tod als freischaffender Künstler in Wildeshausen tätig. Schwoon vermachte dem Bauhaus-Archiv einen bedeutenden Teil seiner Sammlung, z. T. als Dauerleihgaben.
Arbeiten von Schwoon befinden sich unter anderem im Altonaer Museum (Küstenlandschaft, Öl auf Hartfaser, 1968) und im Landesmuseum für Kunst und Kulturgeschichte Oldenburg (In Memoriam Dessau I, Acryl, vor 1974) sowie in Privatbesitz.

## Ausstellungen
- 1964: Karl Schwoon – Bilder, Galerie Ursula Wendtorf, Oldenburg
- 1968: Karl Schwoon, Galerie Hamburg 13, Hamburg
- 1978: Karl Schwoon – Retrospektive, Stadtmuseum Oldenburg

## Werke
- Roter Baum, Aquarell, 1928 (Bauhaus-Archiv Berlin)
- Stilleben, Aquarell, 1931 (Bauhaus-Archiv Berlin)
- Dünensee, Bleistift, 1945 (Bauhaus-Archiv Berlin)
- Stürzend, Öl auf Papier, 1963 (Oldenburger Kunstverein)
- New York-Vision, Öl, 1964 (Oldenburger Kunstverein)
- Küstenlandschaft, Öl auf Hartfaser, 1968 (Altonaer Museum, Hamburg)
- In Memoriam Dessau I, Acryl, vor 1974, (Landesmuseum für Kunst und Kulturgeschichte Oldenburg)